# Kollund Sogn
Kollund Sogn er et sogn i Herning Søndre Provsti (Viborg Stift).
Kollund Kirke blev i 1891 indviet som filialkirke til Rind Kirke, og Kollund blev et kirkedistrikt i Rind Sogn, som hørte til Hammerum Herred i Ringkøbing Amt. Rind sognekommune inkl. Kollund Kirkedistrikt blev ved kommunalreformen i 1970 indlemmet i Herning Kommune. Kollund Kirkedistrikt blev i 1979 udskilt som det selvstændige Kollund Sogn.
I Kollund Sogn findes følgende autoriserede stednavne:
- Ballehede (bebyggelse)
- Bavnehøj (areal)
- Fjederholt (bebyggelse, ejerlav)
- Gunderup (bebyggelse)
- Nørre Kollund (bebyggelse, ejerlav)
- Okkels (bebyggelse, ejerlav)
- Slumstrup (bebyggelse)